# Le Livre d'or de la science-fiction : James Tiptree
Le Livre d'or de la science-fiction : James Tiptree est une anthologie de dix nouvelles de science-fiction, toutes écrites par James Tiptree, Jr. et publiées entre 1968 et 1980, rassemblées par Pierre K. Rey.
L'anthologie  (ISBN 2-266-01836-1) fait partie de la série Le Livre d'or de la science-fiction, consacrée à de nombreux écrivains célèbres ayant écrit des œuvres de science-fiction.
Elle ne correspond pas à un recueil qui serait déjà paru aux États-Unis ; il s'agit d'un recueil inédit de nouvelles, édité pour le public francophone, et notamment les lecteurs français.
L'anthologie a été publiée en octobre 1986 aux éditions Presses Pocket dans la collection Science-fiction no 5243. L'image de couverture a été réalisée par Marcel Laverdet.

## Préface
- « Alice, le pot de confiture et le raton laveur » : préface de Pierre K. Rey (pages 7 à 23).

## Liste et résumés des nouvelles

### Naissance d'un commis voyageur
- Titre original : Birth of a Salesman.
- Publication : 1968.
- Situation dans l'anthologie : .
- Résumé :
- Liens externes :

### Ligne de fuite
- Titre original : The Last Flight of Dr. Ain.
- Publication : 1969.
- Situation dans l'anthologie : .
- Résumé :
- Liens externes :

### Le Jeu du solitaire
- Titre original : I'm Too Big But I Love To Play.
- Publication : 1970.
- Situation dans l'anthologie : .
- Résumé :
- Liens externes :

### La Longue Marche
- Titre original : The man who walked home.
- Publication : 1972.
- Situation dans l'anthologie : .
- Résumé :
- Liens externes :

### Une demi-heure sur une couverture Hudson Bay
- Titre original : Forever to a Hudson Bay Blanket.
- Publication : 1972.
- Situation dans l'anthologie : .
- Résumé :
- Liens externes :

### Ultime Espoir
- Titre original : On the Last Afternoon.
- Publication : 1972.
- Situation dans l'anthologie : .
- Résumé :
- Liens externes :

### Une fille branchée
- Titre original : The Girl Who Was Plugged In.
- Publication : 1973.
- Situation dans l'anthologie : .
- Résumé :
- Liens externes :

### Houston, Houston, me recevez-vous?
- Titre original : Houston, Houston, Do You Read ?.
- Publication : 1976.
- Situation dans l'anthologie : .
- Résumé :
- Liens externes :

### Comme des mouches
- Titre original : The Screwfly Solution.
- Publication : 1977.
- Situation dans l'anthologie : .
- Résumé :

### Une source de joie innocente
- Titre original : A Source of Innocent Merriment.
- Publication : 1980.
- Situation dans l'anthologie : .
- Résumé :
- Liens externes :